# Jun Iwashita
Jun Iwashita (jap. 岩下 潤 Iwashita Jun; ur. 8 kwietnia 1973) – japoński piłkarz występujący na pozycji napastnika.

## Kariera klubowa
Od 1992 do 2001 roku występował w klubach Shimizu S-Pulse, Vissel Kobe i Jatco TT.